# 華豐
和硕肃恪亲王华丰（？—1869年），滿洲愛新覺羅氏。肅武親王豪格後裔、肅恭親王永錫之孫、肅慎親王敬敏第三子。第八代肅親王（1853年－1869年）。
道光四年（1824年），封華豐為三等鎮國將軍。道光九年（1829年），又被封為不入八分輔國公。咸豐三年（1853年），父親敬敏逝世，華豐承襲肅親王爵位，同年十一月，被咸豐帝加恩賞穿元狐皮衣。華豐歷任內大臣、宗令職位。因火器營設置碓房制火藥，佔用了王府土地，華豐極力抗拒，皇上下詔責罰他不知大體，罷免他宗令、內大臣職務。
同治八年（1869年），和硕肃恪亲王华丰逝世，享年六十六岁。朝廷予以諡號「恪」，由第三子隆懃承襲肃亲王爵位。

## 家庭

### 妻妾
- 嫡福晋赫舍里氏，员外郎福克精额之女。咸豐四年去世，未受正式冊封。
- 侧福晋吴佳氏，吴得林之女
- 侧福晋张佳氏，来祥之女
- 侧福晋毛佳氏，善禄之女
- 侧福晋夏佳氏，亦作夏氏，三保之女。原為側室，咸豐七年二月晉封為側福晉[2]。
- 侧福晋英佳氏，亦作英氏，英平之女。原為側室，咸豐七年二月晉封為側福晉[2]。
- 妾张氏，张四之女
- 妾吴氏，吴德喜之女

### 子
- 长子隆恩（1839-1842），母嫡福晋赫舍里氏，员外郎福克精额之女，道光十九年生，道光二十二年卒
- 次子隆怀（1840-1842），母侧福晋毛佳氏，善禄之女，道光二十年生，道光二十二年卒
- 三子和硕肃良亲王隆懃（1840-1898），母侧福晋吴佳氏，吴得林之女
- 四子头品顶戴二等振国将军头等佐领隆爱（1842-1897），母侧福晋吴佳氏，吴得林之女，道光二十二年生，光绪二十三年卒，嫡妻瓦尔克瓜尔佳氏恒保之女，继妻拖克莫忒氏善安之女，妾王氏王德禄之女，妾金氏金德明之女，妾西氏西大之女，四子：第一子辅国将军善岫，第二子笔贴式善崑，第三子善岑，第四子后补笔贴式善崇
- 五子隆焘（1846-1848），母妾张氏，张四之女，道光二十六年生，道光二十八年卒
- 六子隆耆（1849-1851），母妾张氏，张四之女，道光二十九年生，咸丰元年卒
- 七子头品顶戴隆多（1849-1899），母侧福晋张佳氏，来祥之女，道光二十九年生，光绪二十五年卒，嫡妻赛番勒氏，御史景云之女，妾张氏，张常喜之女
- 八子隆和（1850-1854），母妾吴氏，吴德喜之女，道光三十年生，咸丰四年卒
- 九子隆安（1851-1855），母妾吴氏，吴德喜之女，咸丰元年生，咸丰五年卒
- 十子头品顶戴，二等鎮国将军隆普（1855），侧福晋夏佳氏，三保之女，咸丰五年生，嫡妻额尔穆特氏总督景恒之女，妾王氏，王大之女，妾白生，白搭之女，二子：第一子候补理事官辅国将军善谦，第二子善釜（过继）
- 十一子头品顶戴，二等鎮国将军隆鉴（1856），母侧福晋英佳氏，英平之女，咸丰六年生，嫡妻博尔济吉特氏，布政使福亨之女，继妻周佳氏文海子女，一子：辅国将军善泰
- 十二子二等镇国将军隆慧（1857-1900），母侧福晋英佳氏，英平之女，咸丰七年生，光绪二十六年卒，嫡妻博尔济吉特氏，布政使福亨之女，二子：第一子二等侍卫辅国将军诒善，第二子诒和
- 十三子二等镇国将军隆志（1859），母侧福晋英佳氏，英平之女，咸丰九年生，嫡妻乌苏氏常恩之女，妾世氏世芳之女，妾孟氏孟贵福之女，六子：第一子阴生诒祥，第二子辅国将军善樸，第三子善植，第四子善桢，第五子善权，第六子善棣

### 女
- 第十五女：阿拉善親王貢桑珠爾默特之長子輔國公銜乾清門行走多羅特色楞之妻。
- 第十六女：郡君，側福晉所出。
- 第十八女：阿拉善親王多羅特色楞之妻。
- 第二十一女。